# Chileuma serena
Chileuma serena là một loài nhện trong họ Gnaphosidae.
Loài này thuộc chi Chileuma. Chileuma serena được miêu tả năm 2005 bởi Norman I. Platnick, Mohammad U. Shadab & Sorkin.